# Spilosoma lacticolor
Spilosoma lacticolor är en fjärilsart som beskrevs av Taco Hajo van Wisselingh 1961. Spilosoma lacticolor ingår i släktet Spilosoma och familjen björnspinnare. Inga underarter finns listade i Catalogue of Life.